# Telhara
Telhara là một thành phố và là nơi đặt hội đồng đô thị (municipal council) của quận Akola thuộc bang Maharashtra, Ấn Độ.

## Địa lý
Telhara có vị trí 21°02′B 76°50′Đ / 21,03°B 76,84°Đ Nó có độ cao trung bình là 274 mét (898 feet).

## Nhân khẩu
Theo điều tra dân số năm 2001 của Ấn Độ, Telhara có dân số 18.906 người. Phái nam chiếm 52% tổng số dân và phái nữ chiếm 48%. Telhara có tỷ lệ 74% biết đọc biết viết, cao hơn tỷ lệ trung bình toàn quốc là 59,5%: tỷ lệ cho phái nam là 80%, và tỷ lệ cho phái nữ là 67%. Tại Telhara, 14% dân số nhỏ hơn 6 tuổi.